# Gambit (Marvel)
Gambit (echte naam: Remy LeBeau) is een personage uit de strips van Marvel Comics. Hij is een superheld, en een lid van de X-Men. Hij werd bedacht door Chris Claremont en Jim Lee, en verscheen voor het eerst in Uncanny X-Men #266 (Augustus 1990).
Gambit is een mutant met de gave om levenloze voorwerpen, voornamelijk speelkaarten, op te laden met potentiële energie, waardoor ze explosief worden. Hij is ook zeer bedreven in inbraken en het vechten met een Bo staf. Vanwege zijn verleden als een dief vertrouwden maar zeer weinig X-Men Gambit toen hij bij het team kwam. Dit werd versterkt toen zijn connectie met de superschurk Mister Sinister aan het licht kwam.

## Karaktergeschiedenis

### Jonge jaren
Remy LeBeau werd geboren in New Orleans, Louisiana. Hij werd gestolen uit het ziekenhuis waar hij was geboren door een groep genaamd de Thieves Guild ('het Dievengilde'), die aan hem refereerden als "le diable blanc" ("de witte duivel"), en geloofden dat hij voorbestemd was om de in oorlog verkerende Thieves en Assassins (huurmoordenaars) Guilds te verenigen. Kort hierop werd hij onder de zorg van een groep straatdieven geplaatst, die hem als een van hen opvoedden. Hij werd uiteindelijk geadopteerd door Jean-Luc LeBeau. In een poging om de twee rivaliserende groepen te verenigen trouwde Remy met Bella Donna Boudreaux, dochter van het hoofd van de Assassins. Helaas werd hij kort daarop uitgedaagd tot een duel door haar broer Julien. Remy doodde Julien, en werd daarna gedwongen de stad te verlaten.
Hierna zwierf Remy, die zichzelf nu Gambit noemde, een tijdje over de wereld en werd een meesterdief. Hij ontdekte ook dat hij een enorme hoeveelheid energie bezat, die steeds groter leek te worden. Toen deze energie zo groot werd dat hij haar niet langer kon beheersen, ging hij naar Mister Sinister voor hulp. Sinister modificeerde Gambits krachten zodat ze minder sterk waren, maar hij ze wel kon beheersen. Maar in ruil daarvoor wilde Sinister Gambits hulp bij een missie. Hij liet Gambit een groep huursoldaten , de Marauders genaamd, verzamelen. Wat Gambit niet wist was dat dit team eropuit zou worden gestuurd om de Morlocks uit te roeien. Gambit was niet in staat ze tegen te houden, en hield het feit dat hij hierbij betrokken was geweest dan ook jarenlang geheim.

### X-Men
Gambit redde uiteindelijk een jonger geworden, krachteloze Storm. Zij nam hem mee naar de X-Men. Gambit mocht toen lange tijd met de X-Men mee en leerde veel over hen, zonder daarbij te veel over zichzelf te onthullen (zelfs zijn echte naam niet). Alleen Wolverine wantrouwde hem, wat uiteindelijk tot een duel tussen de twee leidde in de Danger Room. Gambit won dit duel. Toen de originele vijf X-Men terugkeerden en het X-Men team in twee teams werd opgesplitst, werd Gambit lid van het Blauwe team onder commando van Cyclops. Hier kreeg hij relatie met Rogue, ondanks het feit dat zij niemand kon aanraken.
Vele jaren later werd het meer en meer duidelijk dat Gambit een duister geheim met zich meedroeg. Sabretooth, die destijds lid was van de door Gambit uitgezochte huursoldaten, liet hier al het een en ander van doorschemeren tijdens zijn verblijf in de X-Mansion. Hij onthulde niet het gehele geheim. Toen Rogue later Gambits herinneringen absorbeerde aan het eind van het verhaal "Legion Quest", raakte ze hier zo door getraumatiseerd dat ze tijdelijk de X-Men verliet.
In Uncanny X-Men #350 werd Gambit gevangen en voor een soort gerechtshof gebracht door Magneto, toen vermomd als Erik the Red. Rogue werd gedwongen hem weer te kussen, en onthulde zo dat Gambit het team van Marauders had samengesteld voor Mister Sinister, wat later de Morlocks bijna allemaal vermoordde. Deze onthulling maakte dat Rogue Gambit dumpte. Vervolgens werd hij uit het X-Men team gezet, en achtergelaten in Antarctica. Hij wist het Savage Land, een jungle verborgen onder Antarctica, te bereiken. Daar maakte hij een deal met het wezen genaamd de New Son, zodat hij hem naar Amerika zou brengen.
Gambit ontmoette de X-Men weer toen hij probeerde de beroemde Crimson Gem of Cyttorak (de krachtbron van Juggernaut) te stelen voor zijn nieuwe baas. Hij werd uiteindelijk weer geaccepteerd in het team, en hij en Rogue begonnen weer aan het opbouwen van hun relatie. Na een mislukte aanslag op zijn leven ontdekte Gambit dat de New Son eigenlijk een alternatieve versie was van hemzelf. Deze kwam uit een alternatieve wereld waarin hij zijn energiekrachten niet langer kon beheersen en hij er de hele wereldbevolking mee uitroeide. Deze enorme kracht was de reden van zijn nieuwe naam New Sun (zon) — niet "son" als Gambit eerst dacht. Om andere realiteiten dit lot te besparen, jaagde New Son op zijn alternatieve versies. In het gevecht met New Sun verbrandde Gambit dermate veel van zijn energie, dat zijn krachtniveau weer normaal werd, en daarmee het gevaar was geweken.

### X-treme X-Men: X-Treme Sanctions Executive & the Books of Truth
Toen Storm een team van X-Men leidde in een zoektocht naar Destiny's dagboeken, bijgenaamd de Books of Truth (boeken van de waarheid), stond Rogue niet toe dat Gambit mee zou gaan, uit angst dat haar toenemende oncontroleerbare krachten hem zouden verwonden. Daarom richtte Gambit zich weer op diefstal. Hij werd ervan beschuldigd door de mutanten zakenman Sebastian Shaw verantwoordelijk te zijn voor de dood van de Australische misdadiger Viceroy. Met behulp van Rogue, Storms team van X-Treme X-Men, en voormalig triade-lid Red Lotus, was Gambit in staat zijn onschuld te bewijzen.
Toen Rogue en Gambit tijdelijk hun krachten verloren na samen met de X-Men een invasie van Khan te hebben afgeslagen, verlieten ze tijdelijk de X-Men om aan hun relatie te werken. Kort hierop gebruikte de mutant Sage haar gaven om Gambits krachten opnieuw te activeren. Dit pakte echter verkeerd uit, en resulteerde in dat een van Gambits speelkaarten in zijn gezicht ontplofte en hem blind maakte. Pas enkele maanden later was Sage in staat Gambits gezichtsvermogen te herstellen. Met zijn gezichtsvermogen hersteld werd Gambit lid van de X-Treme Sanctions Executive

### Mystique, Rogue & Apocalypse
Rogues pleegmoeder Mystique was niet tevreden met de relatie van Rogue en Gambit, en infiltreerde in Xaviers instituut door zich te vermommen als de student Foxx. Ze voegde zich bij Gambits team in een poging zijn relatie met Rogue te verbreken. Rogue ontdekte haar moeders aanwezigheid, die haar toen probeerde te koppelen aan Pulse.
Toen Apocalypse terugkeerde, sloot Gambit zich bij hem aan in de hoop zo de X-Men te kunnen beschermen. Het plan liep echter verkeerd en Gambit werd veranderd in Death, een van Apocalypse’ ruiters (horseman). Hierbij werd Gambits haar wit, en zijn huid diepzwart. Gambit behield echter een groot deel van zijn oude persoonlijkheid en was in staat Apocalypse te weerstaan. In hun laatste gevecht werd Gambit bewusteloos geslagen, en meegenomen door voormalig X-Men Sunfire, die nu eveneens een ruiter was.
Ze bracht hem naar de Zen tempel in Japan. Daar vertelde ze hem dat ze alle banden met hun verleden moesten doorsnijden en Polaris moesten meenemen. Gambit en Sunfire keerden terug naar Xaviers school om Polaris op te eisen. In een poging alle connecties met zijn verleden uit te wissen probeerde Gambit Rogue te doden, maar hij werd gestopt door Pulse, die Gambits krachten neutraliseerde. Hij en Sunfire werden uiteindelijk gedwongen terug te vluchten naar Japan zonder Polaris.

## Ultimate Gambit
In het Ultimate Marvel universum is Gambit eveneens een dief, die in zijn jeugd werd mishandeld door zijn vader. Er zijn geruchten dat hij in het verleden te maken heeft gehad met Mister Sinister, maar hoe precies is nog niet bekend. Hij leeft nu als dief en maakt gebruik van zijn “kaartmagie”.
Op een gegeven moment bood Charles Xavier hem aan bij de X-Men te komen, maar hij weigerde. Hij vocht ook met Hammerhead, en liet de adamantium schedel van de schurk ontploffen.
Gambit kreeg de opdracht van de Ferris Twins om Rogue te rekruteren omdat ze haar als perfecte helper zagen. Om dit te bereiken versloeg Gambit het hele X-Men team. Toen Rogue weigerde zich bij de tweeling aan te sluiten, hielp Gambit haar om hen te verslaan.
In een gevecht met de Ultimate versie van Juggernaut, leek Gambit te sterven aan zijn verwondingen. Vlak voor zijn dood kuste Rogue hem, en verkreeg zijn krachten.

## Krachten en vaardigheden
Gambit kan levenloze voorwerpen opladen met potentiële energie, waardoor ze explosief worden. Vooral kenmerkend voor hem zijn zijn speelkaarten (met als favoriet de harten dame), die hij geladen met energie als projectielen naar een vijand gooit. Zijn sterkste aanval is als hij een heel stok kaarten in een keer oplaadt en naar een vijand gooit. De explosies hiervan kunnen zelfs de sterkste karakters uit Marvel Comics verwonden.
Gambit draag vaak een Bo staf bij zich en is zeer ervaren in het vechten hiermee. Als bijeffect van zijn mutatie is zijn lichaam erop gemaakt om voortdurend in beweging te zijn, waardoor Gambit zeer acrobatisch is.
Verschillende keren bleek Gambit de gave te hebben mensen via zijn charisma te hypnotiseren. Dit heeft echter minder effect op mensen die op de hoogte zijn van zijn gave. Ook kan hij via de potentiële energie in zijn lichaam psychische aanvallen weerstaan.
In zijn jeugd had Gambit ooit de gave alle vormen van kinetische energie te beheersen, waardoor hij alles binnen zijn gezichtsbereik kon opladen met energie. Hij kon dit echter niet beheersen, en liet deze kracht weghalen door Sinister. Later keerden deze krachten even terug, maar hij verbrandde ze in het gevecht met New Sun.
Als de ruiter Death, kan Gambit materialen veranderen in giftige substanties. Zo kon hij zuurstof veranderen in gifgas.

## Gambit in andere media
- Gambit was een van de vaste teamleden in de X-Men animatieserie uit de jaren 90, waarin zijn stem werd gedaan door Chris Potter en later door Tony Daniels.
- In de animatieserie X-Men: Evolution, verscheen Gambit in een paar afleveringen als helper van Magneto. Zijn stem werd gedaan door Alessandro Juliani. Deze Gambit is duidelijk anders dan zijn stripversie. Hij voegt zich niet bij de X-Men, en schijnt er zelfs plezier in te hebben voor Magneto te werken.
- Gambit verscheen in verschillende videospellen van de X-Men

### X-Men filmserie
In de film X2 verscheen Gambits naam op een computerscherm waarop een lijst van mutanten werd getoond.
Oorspronkelijk stond Gambit gepland als personage voor X-Men: The Last Stand. Dit ging uiteindelijk niet door. In de boekversie van de film komt Gambit echter wel voor.
Gambit wordt gespeeld door Taylor Kitsch in de film X-Men Origins: Wolverine. Remy LeBeau, ook wel Gambit, was ontvoerd door William Stryker naar zijn eiland. Daar is hij als enige mutant ontsnapt. Gambit is daarna naar New Orleans gegaan om geld te verdienen met pokeren. Twee jaar later komt Wolverine hem opzoeken, om te vragen waar het eiland is. Wolverine wil namelijk wraak nemen op William Stryker. Gambit gelooft Wolverine eerst niet en gaat een gevecht met hem aan. Wolverine wint het gevecht en Gambit brengt hem naar het eiland. Op het eiland wordt Wolverine geraakt door een speciale kogel, waardoor Wolverine zijn geheugen verliest. Gambit probeert hem te helpen, maar Wolverine gaat zijn eigen weg.

### Marvel Cinematic Universe
In de derde Deadpool film Deadpool & Wolverine uit 2024 verschijnt Gambit, gespeeld door Channing Tatum, in de Void van het Marvel Cinematic Universe. Channing Tatum zou al jarenlang Gambit gaan spelen in een Gambit solofilm. Deze film bleef echter al vijf jaar in zogenoemd "development hell" waarna de film uiteindelijk werd geannuleerd toen de Walt Disney Company 21st Century Fox overnam.